# 小麦農林10号
小麦農林10号（こむぎのうりん10ごう）は、1935年（昭和10年）に日本で育成されたコムギ品種。後に、アメリカ合衆国のコムギ品種ゲインズ（Gaines）の親となり、多収性を持つ品種として注目を集めた。さらにはメキシコ系コムギとの交配に用いられ、コムギの緑の革命の原動力となった。

## 概要
岩手県農事試験場において、フルツ達磨とターキーレッドの交配組合せから育成された。交配年次は1925年（大正14年）、1935年（昭和10年）に小麦農林10号として登録された。育成者は稲塚権次郎。
麦や稲は、草丈が長いと風雨や台風で倒伏する被害が多発する。この品種は、日本在来品種の「白達磨」から由来する背が低くなる遺伝子（半矮性遺伝子、Rht1,Rht2）を持ち、十分な養分を与えられても背丈が高くなりすぎないため、風雨に耐えて倒れにくく、多収になる利点を持つ。後世では、茎が短いことは収穫の機械化にも有利となった。一方で病害に弱く、日本国内では東北地方を除いて広くは普及しなかった。
この品種が注目を集めるきっかけになったのは、第二次世界大戦後のGHQによる遺伝資源収集である。アメリカ合衆国農業省天然資源局のS.C.サーモンが、日本において有用と考えられる品種の種子をアメリカ合衆国に持ち帰り、アメリカ合衆国の育種家はそれを用いた育種を行った。1961年には、小麦農林10号を親としたコムギ短稈多収品種ゲインズが育成された。
同時期のメキシコにおいても、後に国際トウモロコシ・コムギ改良センター（CIMMYT）の主体となる研究グループによって、小麦農林10号を親とした育種が開始された。ノーマン・ボーローグらは小麦農林10号とメキシコ品種の交配から、草丈90センチメートルから120センチメートルのBevor14系の品種群を育成した。これら短稈多収品種は、インド・パキスタン・ネパールを始め世界各国で栽培されるようになり、コムギの生産性向上に大きな貢献を与えた。この現象は、後に緑の革命と呼ばれることになり、ボーローグらはこの功績により1970年にノーベル平和賞を受賞した。

## 参考資料
1. ↑  農林水産省農林水産研究情報総合センター - 農林認定品種データベース - 小麦農林10号
2. ↑  『ムギの民族植物誌』p.183
3. ↑  『麦の自然史』p.321
4. ↑  農林水産研究文献解題 - No.23 麦 - 5.倒伏
5. ↑  バイオインダストリー協会 - 安全性に関する文献検索 - 2. コムギ [リンク切れ]
6. ↑  『ムギの民族植物誌』pp.177-178
7. ↑  『ムギの民族植物誌』p.179